# 穆罕默德·伊德里索维奇·易卜拉欣莫夫
穆罕默德·伊德里索维奇·易卜拉欣莫夫（1985年6月2日—），乌兹别克斯坦男子摔跤运动员。他曾代表乌兹别克斯坦参加2016年和2020年夏季奥林匹克运动会摔跤比赛，其中2016年奥运会获得一枚铜牌。